# Henri Kichka
Henri Kichka (Brussel, 14 april 1926 - aldaar, 25 april 2020) was een Belgische schrijver en een overlevende van de Holocaust. Vanaf de jaren tachtig was Kichka een van de belangrijkste figuren in het onderwijs over de Holocaust in België.

## Levensloop
Henri Kichka werd op 14 april 1926 geboren in Brussel (België) in een joods gezin dat uit Polen was geëmigreerd. Zijn vader, Josek Kichka (Kiszka), was in 1898 geboren in Skierniewice, het keizerrijk Rusland (thans Polen), en vluchtte in 1918 als gevolg van het toenemende  antisemitisme in Polen en verhuisde naar België. Zijn moeder, Chana Gruszka, werd in 1899 in Kałuszyn geboren en arriveerde in 1924 in België . Het echtpaar deed in België afstand van hun Poolse nationaliteit en werd staatloos. Henri was de oudste van de drie kinderen van het echtpaar. In 1935 verhuisde het gezin naar de Brusselse gemeente Sint-Gillis, waar het gezin betrokken raakte bij de plaatselijke synagoge. Op school leerde Henri Frans, Jiddisch en Duits. Thuis was het hem verboden Pools te leren.
België werd in mei 1940 binnengevallen. Het gezin vluchtte voor de invasie en arriveerde in Toulouse. Ze vestigden zich tijdelijk in Revel en werden uiteindelijk door het Vichyregime naar een vluchtelingenkamp in Agde gedwongen. Ze verhuisden naar verschillende kampen en werden vervolgens in Parijs vrijgelaten. Op 1 augustus 1942 ontving Kichka's zus, Bertha, een brief om zich te melden bij Mechelen voor de verplichte arbeidsdienst in Oost-Europa. De familie vergezelde haar naar het treinstation: dit zou de laatste keer zijn dat ze haar zagen. Bertha Kichka werd in augustus 1942 bij aankomst in het concentratiekamp Auschwitz vermoord. De rest van het gezin werd op 12 september 1942 gedeporteerd. Kichka en zijn vader werden te werk gesteld, terwijl zijn moeder, tante en zus op 14 september 1942 in Auschwitz werden vermoord. Henri en zijn vader werden als dwangarbeiders van kamp naar kamp verplaatst en namen deel aan een dodenmars van de concentratiekampen Gross-Rosen en Buchenwald in de laatste weken van de oorlog. Henri werd op 30 april 1945 bevrijd, maar zijn vader Josek was een paar dagen eerder in Buchenwald komen te overlijden nadat een voet was geamputeerd.
Kichka werd naar de luchthaven van Weimar gestuurd, waar hij 17 dagen verbleef, en vervolgens met een vrachtwagen terug naar België vervoerd. Hij woog slechts 39 kg. Hij verbleef in een opvangcentrum in Ukkel en kreeg de diagnose tuberculose. Hij verbleef 16 maanden in het Brugmann ziekenhuis in Alsemberg. Op 30 augustus 1946 sloot hij zich aan bij een weeshuis. Hij was het enige kind daar dat de concentratiekampen had overleefd, de rest waren ondergedoken kinderen. Op 9 april 1949 trouwde Kichka met Lucia Świerczyński. Hij verkreeg in 1952 de Belgische nationaliteit en begon een 'normaal' leven te leiden. Hij zou later schrijven dat zijn adolescentie "verloren" was in de concentratiekampen. Hij had vier kinderen met Lucia: Khana, Michel, Irène en Charly. Ze kregen negen kleinkinderen en talloze achterkleinkinderen. Lucia stierf op 22 september 2001, terwijl Kickha op 25 april 2020, kort na zijn 94ste verjaardag, aan de gevolgen van de infectieziekte COVID-19 bezweek.
Henry Kichka publiceerde Une adolescence perdue dans la nuit des camps. Waterloo: Édition Luc Pire, 2005.
- Bibliothèque nationale de France: cb156138648 (data)
- Gemeinsame Normdatei: 137681240
- International Standard Name Identifier: 0000 0000 3458 1553
- Library of Congress Control Number: n2006025036
- Nationale Bibliotheek van Israël: 987007587781805171
- Système universitaire de documentation: 119639777
- Virtual International Authority File: 333614
- WorldCat: E39PBJvmGdFhvVCwpHhDMbc3wC